# Megachile orthostoma
Megachile orthostoma är en biart som beskrevs av Cockerell 1925. Megachile orthostoma ingår i släktet tapetserarbin, och familjen buksamlarbin. Inga underarter finns listade i Catalogue of Life.